# Thomas Hiärne
Thomas Hiärne, född 1638 i Skvorits i Ingermanland, död 1678 på gården Werden, var en svenskspråkig livländsk skald och historiker, son till Erlandus Jonæ Hjärne, bror till Urban Hjärne
Hiärne blev efter slutade skolstudier student vid Dorpats universitet. Om hans levnadsöden och -omständigheter vet man inte mycket. 1666 var han landsfiskal i Ingermanland och skall sedan ha blifvit ritterschafts-secretair på Ösel. 
Som vitterlekare lär Hiärne framträtt vid åtskilliga tillfällen, men har dock mest blivit bekant som historiker. Han gjorde grundliga forskningar rörande Östersjöprovinsernas historia, men hann inte själv få något utgivet. Hans Ehst-, lyf- und lettlandische geschichte i 7 böcker utgavs fullständigt först 1835 (i Napierskys "Monumenta Livoniæ antiquæ"). En i Mitau 1794 utgiven upplaga lär ha makulerats. Den är ett viktigt bidrag till Sveriges historia och särdeles utförlig i skildringen av ryssarnas inkräktningar och härjningar i de hårt drabbade länderna under 1500-talet.
I riddarhusarkivet i Riga förvaras en av Hiärne gjord samling skrifter rörande Livlands historia och i mecklenburgska riddarhusets bibliotek en historia om Rigas ärkebiskopar. Som historieskrivare har Hiärne kallats Estlands Livius; som skald har fru Nordenflycht liknat honom vid Ovidius. Ännu på hennes tid var alltså hans poem kända. Med undantag av det enda Lyckones säkreste Afvel, som finns i Hansellis Vitterhetssamling, är de nu försvunna eller gömmer sig bland mängden av de poem från denna tid, vars författare är och förblir okända. 
Hiärne översatte även De la Serres Betraktelser om Evigheten 1677, vilket kan tyda på att han kände slutet nalkas, trots att han ännu inte var fyrtio år fyllda.